# Ligazón (obra de teatro)
Ligazón. Auto para siluetas es una obra de teatro escrita por Ramón María del Valle-Inclán.

## Argumento
Llega a la venta La Raposa, que trae una gargantilla y una embajada para La Mozuela, de parte de un ricacho del pueblo. A La Mozuela le gusta la gargantilla pero la rechaza porque ella no quiere un hombre que la quiera como amiga y cuando se canse la deje. Entonces, La Raposa insiste y le dice a La Mozuela que irá a ver a su madre para que la convenza, pero La Mozuela se mantiene firme y le dice que su madre no puede obligarla. En ese momento en que La Raposa se mete en la venta, aparece El Afilador y afila las tijeras que le da la Mozuela, pero no se ponen de acuerdo en el precio que La Mozuela tiene que pagar. De esta manera, surge un diálogo entre ellos con una fuerte carga erótica (El Afilador se ve atraído por La Mozuela, y La Mozuela por El Afilador) que termina bebiendo los dos de la misma copa de anisete y yéndose El Afilador a “dar una vuelta al mundo”. Más tarde La Raposa y La Ventera (madre de La Mozuela) hablan y se ponen de acuerdo, y después La Ventera le dice a La Mozuela que porque ha rechazado el presente. Entonces La Ventera le aconseja,después la empuja, y por fin la insulta y amenaza, pero La Mozuela se mantiene firme y dice que su cuerpo es suyo y que si el ricacho entra en su alcoba se encontrará lo que deba encontrarse. Entonces, La Ventera se adentra en la casa, y aparece de nuevo El Afilador que empieza a hablar con La Mozuela con aire de necesidad de estar juntos, pero en ese momento La Ventera llama a La Mozuela para que entre en la casa. Las dos discuten dentro de la casa y La Mozuela como respuesta a las presiones celestinescas de la madre, sale a la ventana a hace un pacto de sangre (“Ligazón”) con El Afilador. Ella se clava unas tijeras en la mano y bebe sangre del hombro de El Afilador herido por un can, y él bebe de su mano. Como no tienen suficiente se adentran en la alcoba de La Mozuela a deshacer la cama. En ese momento, La Ventera no haciendo caso de su hija, ha dejado entrar al ricacho, que al entrar en la alcoba, es asesinado por La Mozuela con unas tijeras

## Personajes
- La Mozuela.
- La Raposa.
- La Ventera.
- El Afilador

## Publicaciones y representaciones
La obra se publicó el 8 de mayo de 1926 y se representó en el Círculo de Bellas Artes de Madrid, con dirección escénica del propio Valle-Inclán el 19 de diciembre de ese mismo año de 1926.
En 1927, el autor la incluyó en la recopilación Retablo de la avaricia, la lujuria y la muerte.
En 1941 se estrena en Santiago de Chile, en la inauguración del Teatro Experimental de la Universidad de Chile bajo la dirección de Pedro de la Barra
Se repuso en el Teatro Gran Vía de Madrid en 1950, con interpretación de Julia Delgado Caro, María Amparo Conde, Julia Pacheco y Rafael Romero Marchent y dirección de Alfonso Paso.
En 1966 el escenario fue el Teatro de la Zarzuela, y los intérpretes Nuria Torray (Mozuela), Milagros Leal (Ventera), Josefina Díaz (Raposa), Francisco Valladares (Afilador) y Félix Torres.
Televisión española emitió la obra el 28 de abril de 1968, dentro del espacio Hora once, con el siguiente elenco: Ana Belén, Blanca Sendino, Pilar Muñoz, Valentín Conde y Fernando Millet.
La representación de 1969 corrió a cargo de la Compañía Dramática Nacional en gira por distintas ciudades de España, con decorados de Francisco Nieva e interpretada por Asunción Sancho, Julio Núñez, Enrique Vivó y Marisa Paredes.
En 1975, la obra volvió a ser representada por la Compañía Pequeño Teatro de Madrid bajo la dirección de Antonio Guirau y protagonizada por José Hervas y Ana Marzoa.
En 1980, se presenta en la Capilla de Boendal ,Bruselas en su primer montaje  del dramaturgo y director Chileno Ramón Griffero, con una escenografía y vestuario del artista visual  Herbert Jonckers.
En 1995, fue José Luis Gómez quien puso la función en escena, en gira por España finalizando en el Teatro de La Abadía de Madrid, junto a tres de las otras cuatro piezas que componen el Retablo de la avaricia, la lujuria y la muerte, con Carmen Machi como La Raposa, Beatriz Argüello, como La Mozuela, Carmen Losa, como La Ventera y Ernesto Arias, como El Afilador.
En el 2005, Juan Margallo dirigió un nuevo montaje, que incluía La rosa de papel, y que se representó en el Círculo de Bellas Artes de Madrid, con Francis Bustos, Rosa García, Olga Margallo, Javier Coll y Víctor Gil.
Se volvió a representar en el 2009, junto a La cabeza del Bautista y La rosa de papel en el Teatro Valle-Inclán del Centro Dramático Nacional, dirigida por Ana Zamora y representada por Elena Rayos, Iñaki Rikarte, Manuela Paso y Gloria Muñoz.
En otoño del 2019, la joven directora Alma Vidal, junto con Violeta Němec como ayudante y Escenógrafa, presentaron un nuevo montaje de la obra que se representó en la sala "el Umbral de Primavera", de Madrid.